# Hune
Hune (em árabe: هون; romaniz.: Hūn) é uma cidade-oásis da Líbia situada no distrito de Jufra.

## Agricultura
Hune, como oásis, é utilizado como zona de cultivo em meio ao deserto que a circunda. Cultiva-se tâmaras, sobretudo do tipo Berni, Bestiane, Halima, Catari, Deglete Líbio, Niate Meca, Onglaíbe, Taila, Soqueri e Tasferite.

## História
Durante a Guerra Civil Líbia foi tomada pelo novo regime em 22 de setembro de 2011.